# 写し
写し（うつし）とは、美術工芸品や日本刀などで、基準となる作品や実物をなぞらえ、形状や模様・図柄を模倣した作品をつくること、またそのようにして作られた作品のこと。
写しの元となった基準作品・実物は、和歌の本歌取りにならって本歌（本科は誤用）と称される。
陶芸では特定産地の陶器の形状や模様・図柄を模倣した作品をつくること、またそのようにして作られた作品のことをいう。「◯◯手」ともいい、例として三島写（三島手）、高麗写（高麗手）、安南写（安南手）等がある。贋作とは異なり、生産者・消費者の双方に模倣であるとの合意がある場合が多い。
日本刀でも古くから実物や押形を参考に、名刀の数々や名工の作風にならった写しがつくられてきた。刀工自身の研鑽だけではなく、名刀と同様の作刀を求める依頼からでもある。しかし、そのために偽銘も同じように古くからの問題であった。本来の写しは刀工の鍛えた刀剣（槍、長刀なども）を指すが、近年は精巧につくられた模擬刀も本歌写しなどと称されることがある。